# Hiraea wiedeana
Hiraea wiedeana är en tvåhjärtbladig växtart som beskrevs av Adrien Henri Laurent de Jussieu. Hiraea wiedeana ingår i släktet Hiraea och familjen Malpighiaceae. Inga underarter finns listade i Catalogue of Life.